# Ballades
Pour les articles homonymes, voir Ballade (homonymie).
 (août 2025).
Pour plus de détails, voir Fiche technique et Distribution.
Ballades (Ballades) est un film français réalisé par Catherine Corsini, sorti en 1983.

## Synopsis
Anna vit avec Philippe. Leur couple s'est formé depuis "belle lurette", et Anna commence à s'ennuyer…

## Fiche technique
- Titre : Ballades
- Titre original : Ballades
- Titre anglais : Travels
- Réalisation : Catherine Corsini, assistant : Jean Couvreu
- Scénario : Catherine Corsini
- Dialogues : Paul Bertault
- Production : Hubert Niogret
- Musique : Éric Demarsan
- Montage : Romain Winding
- Décors : Odile Fourquin
- Costumes : Odile Fourquin
- Pays d'origine : France
- Tournage : France
- Format : Couleurs - 1,33:1 - Dolby - 35 mm
- Genre : Court métrage
- Durée : 17 minutes
- Date de sortie : 1983

## Distribution
- Nelly Borgeaud : Elle
- Jacques Bonnaffé : Pierre
- Marcel Bozonnet : Le mari
- Pierre Vial : Le paysan
- Christine Delsol : La jeune fille
- Nathalie Coutal : Marie